# Предраг Говедарица
Предраг Говедарица (Београд, 21. октобра 1984) српски је фудбалер.

## Трофеји и награде
Чукарички
- Друга лига Србије и Црне Горе — Група Запад : 2003/04.[9]